# Emmerich Frömel
Emmerich Frömel (* 7. September 1897 in Donawitz; † 27. Juli 1960 in Leoben) war ein österreichischer Politiker (SPÖ) und Amtsleiter der Arbeiterkammer. Er war von 1949 bis 1956 Abgeordneter zum österreichischen Nationalrat.

## Leben
Emmerich Frömel erlernte nach dem Besuch der Volksschule zwischen 1911 und 1914 den Beruf des Drehers, wobei er parallel die gewerbliche Fortbildungsschule besuchte. Er war in der Folge als Dreher und 
Amtsleiter der Amtsstelle Leoben des Arbeitsamtes Graz tätig. Er engagierte sich daneben zwischen 1924 und 1931 als Betriebsrat des Hüttenwerkes Donawitz und war von 1927 bis 1931 Mitglied der Steirischen Arbeiterkammer. Er wurde Mitglied des Gemeinderates und Erster Vizebürgermeister der Stadt Donawitz und wirkte in seiner Heimatgemeinde von 1932 bis 1934 als Bürgermeister der Stadt Donawitz. 1934 wurde er in Folge des Österreichischen Bürgerkrieges verhaftet und im Anhaltelager Messendorf sowie Waltendorf bei Graz inhaftiert. Nach dem Ende des Zweiten Weltkriegs wurde Frömel 1945 Mitglied des Gemeinderates und Erster Vizebürgermeister der Stadt Leoben, vom 8. November 1949 bis 8. Juni 1956 war er Abgeordneter zum Nationalrat.